# Saint-Julien-en-Genevois
Saint-Julien-en-Genevois es una comuna francesa situada en el  departamento de Alta Saboya, de la región de Auvernia-Ródano-Alpes. Es la subprefectura de su distrito y el bureau centralisateur de su cantón. Pertenece al Gran Ginebra.

## Geografía
Está ubicada al noroeste de su departamento, a 15 km al sur de Ginebra.

## Demografía
| 3 167 | 3 872 | 6 212 | 6 795 | 7 922 | 9 140 | 10 691 | 11 954 | 14 258 |
| Para los censos de 1962 a 1999 la población legal corresponde a la población sin duplicidades (Fuente: INSEE [Consultar]) |       |       |       |       |       |        |        |        |

## Galería

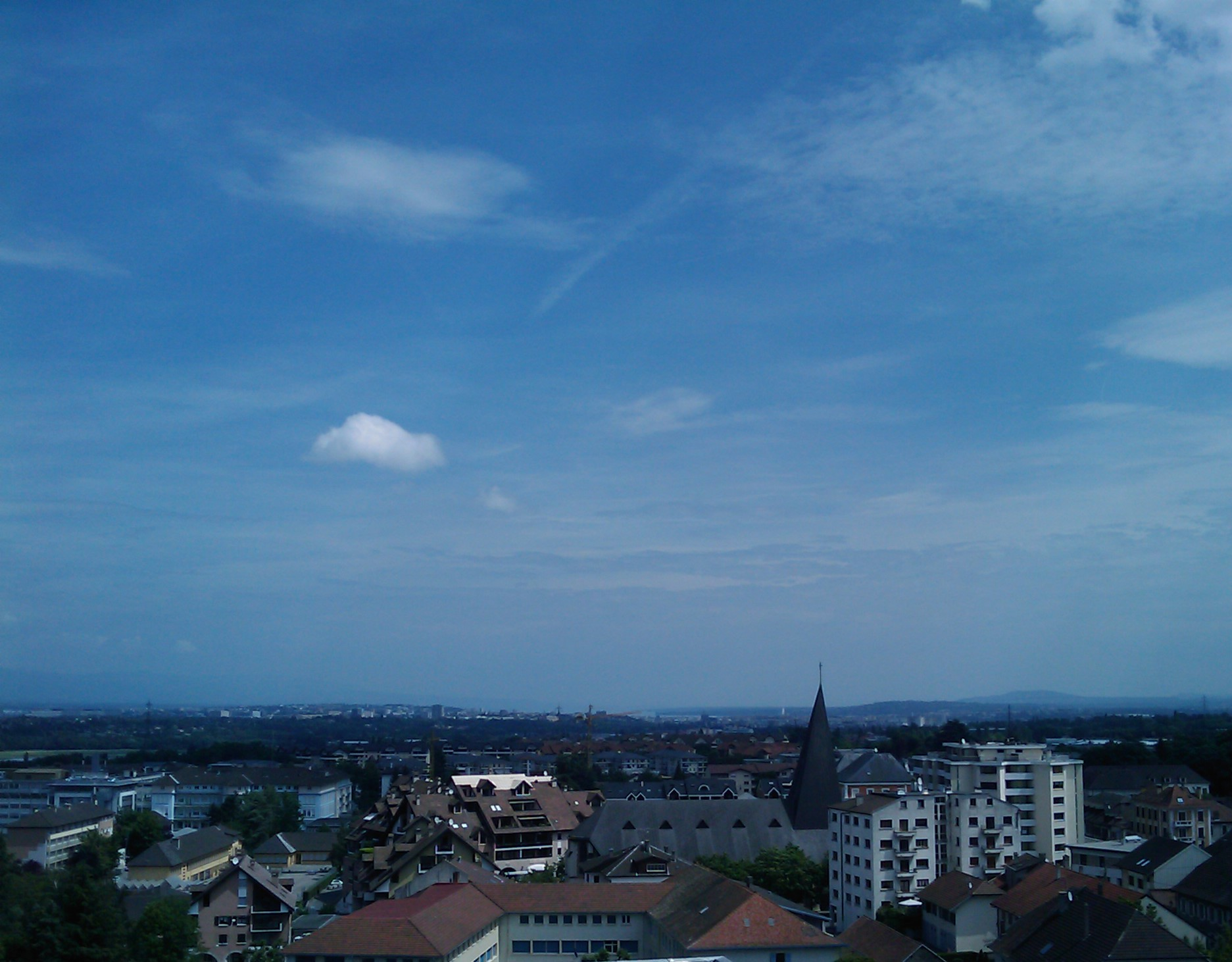
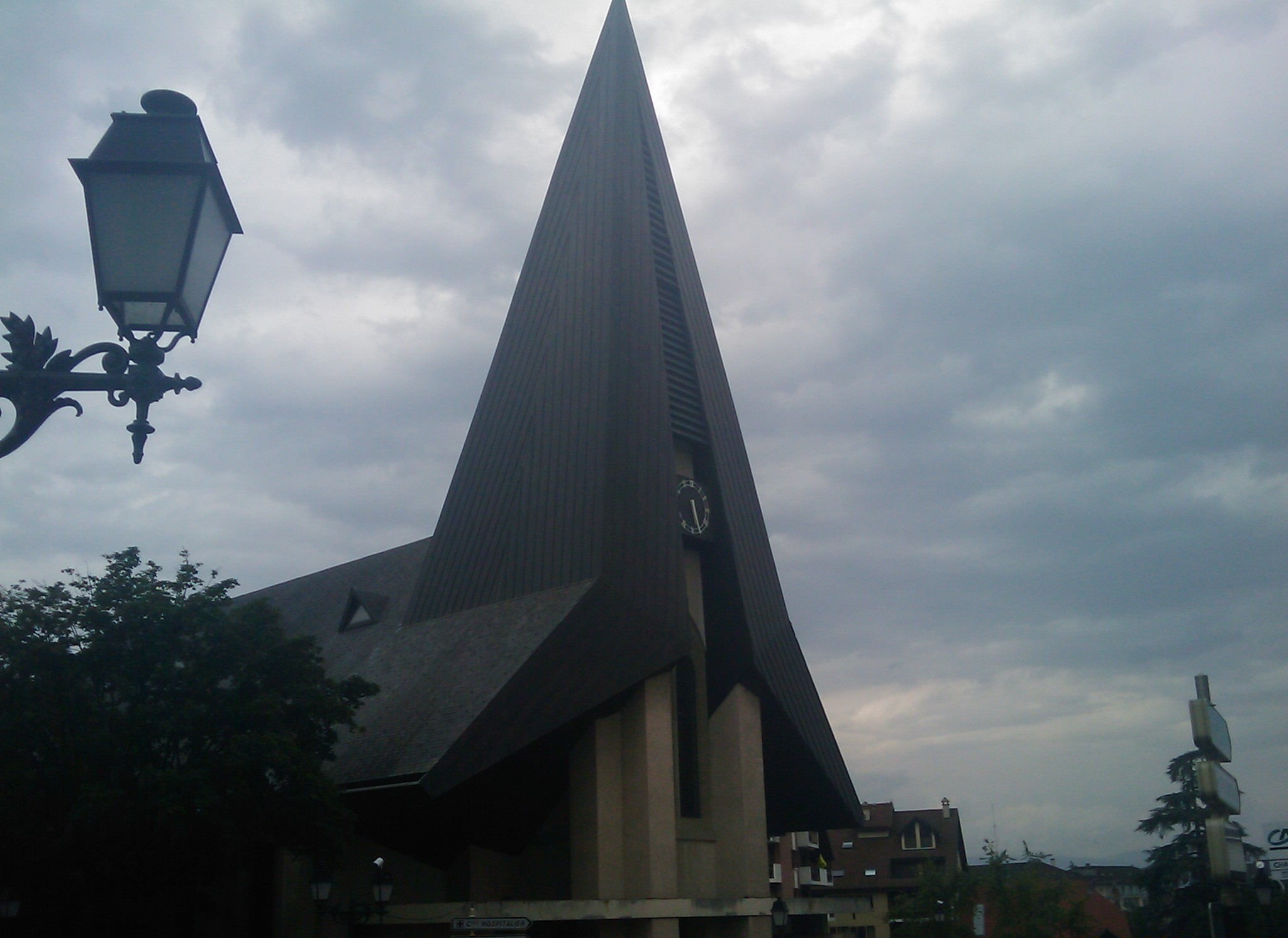
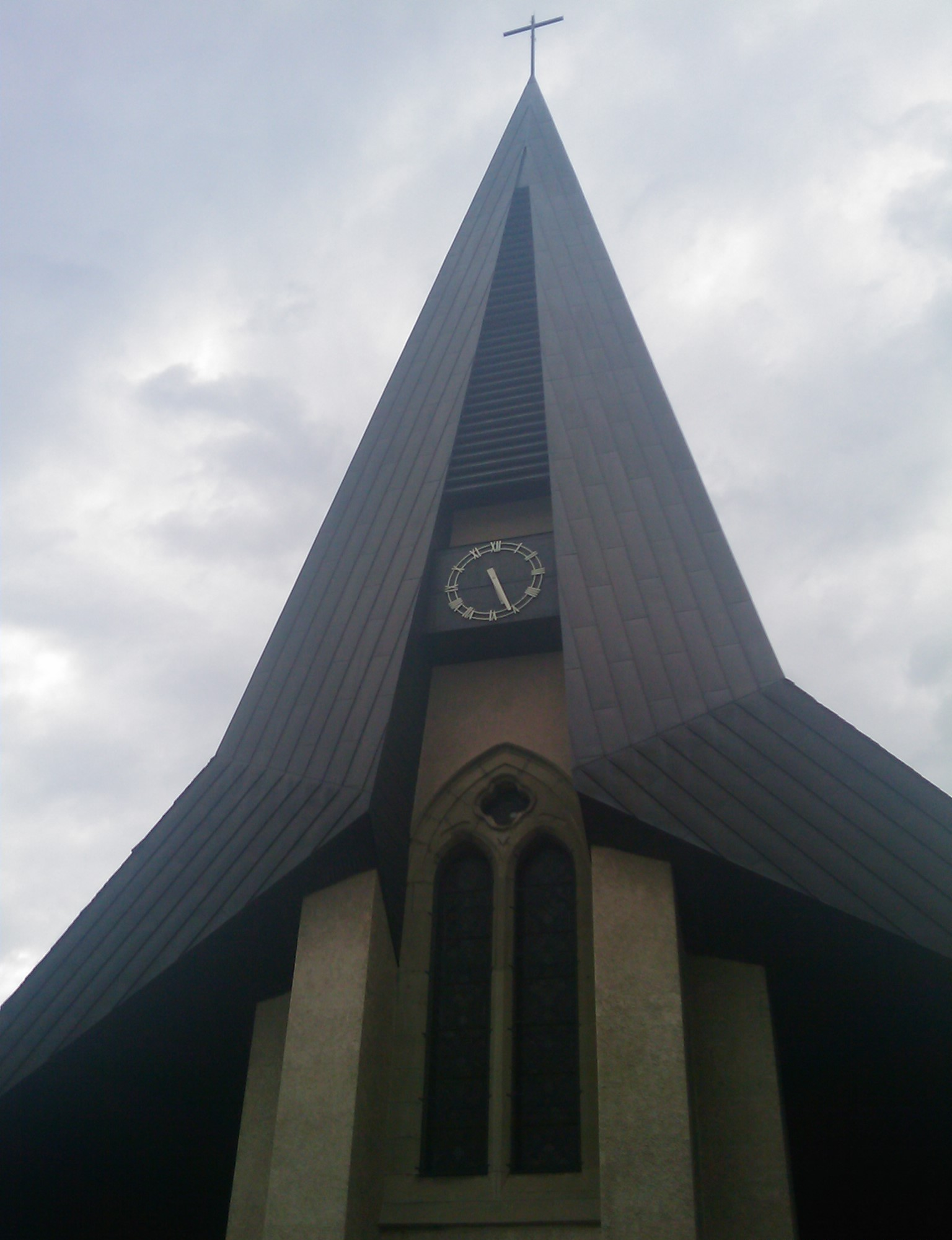
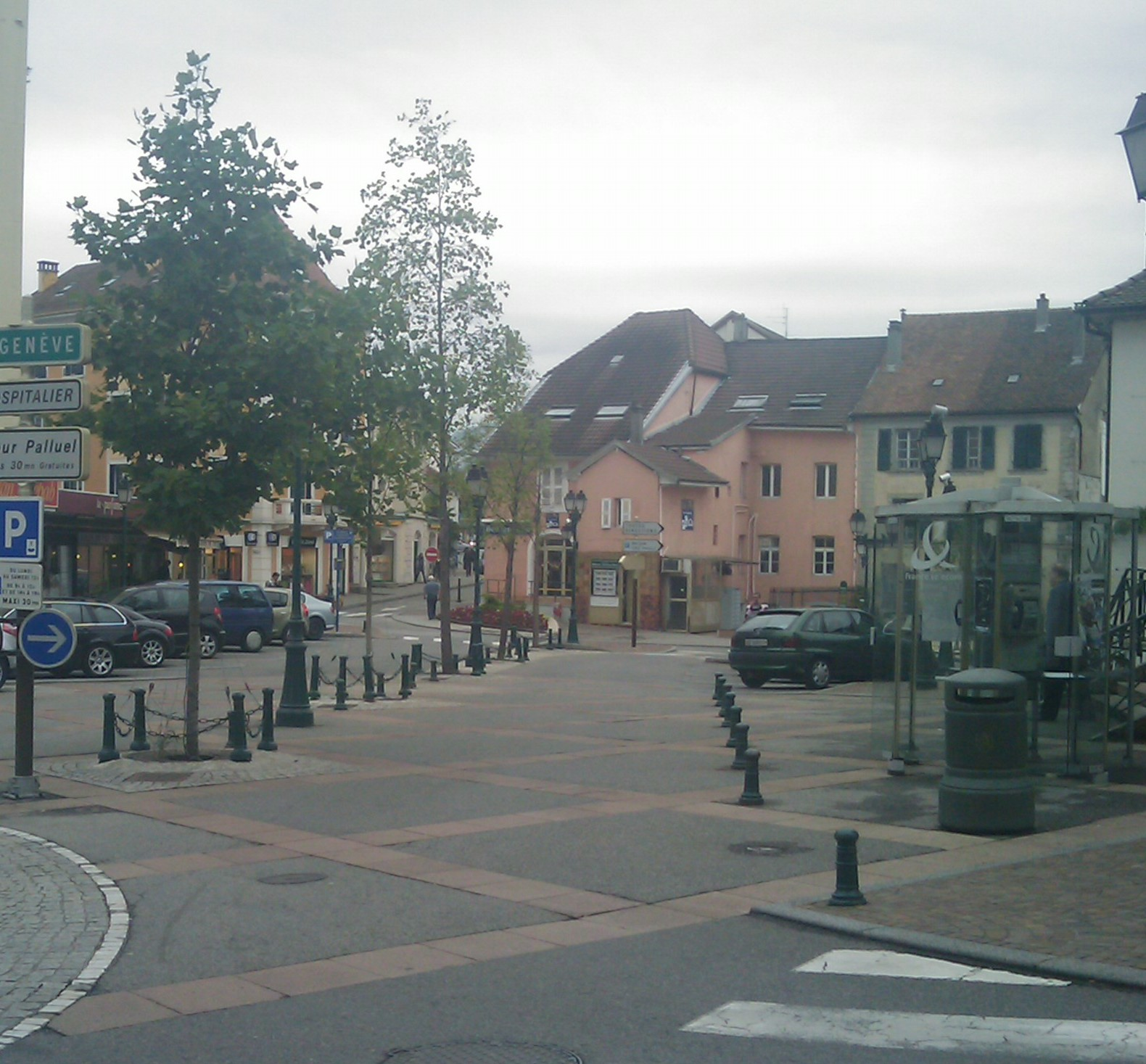
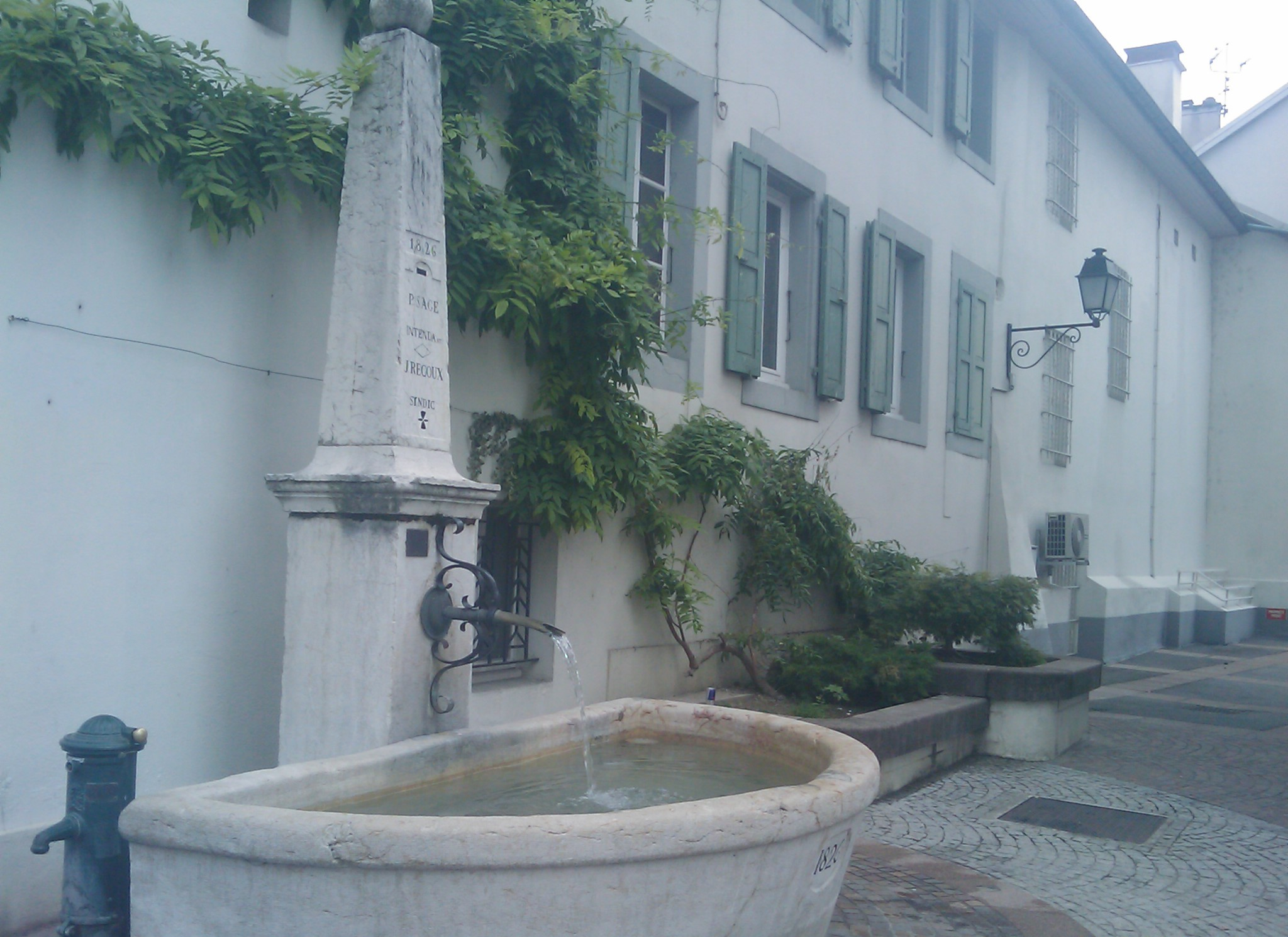
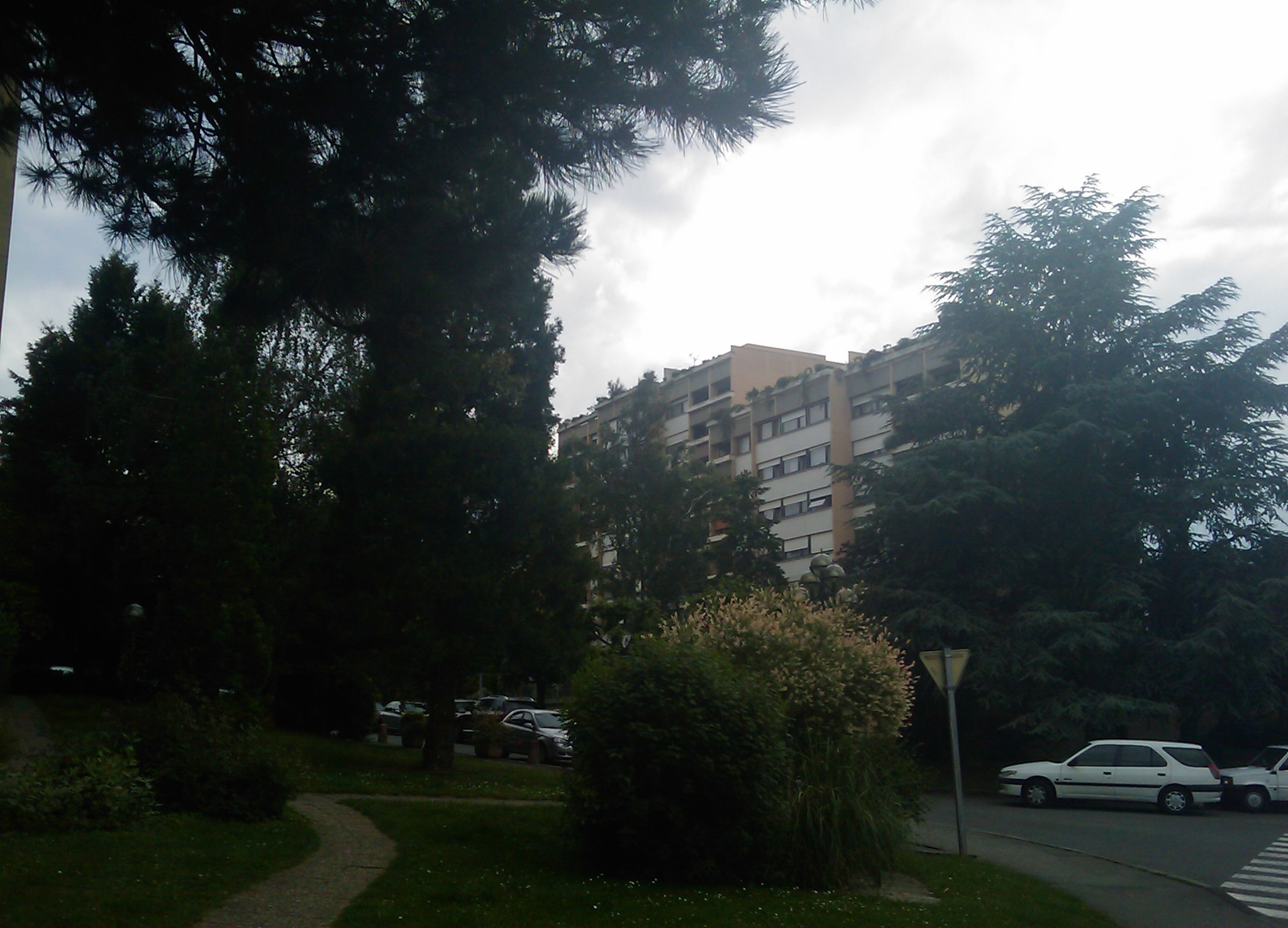
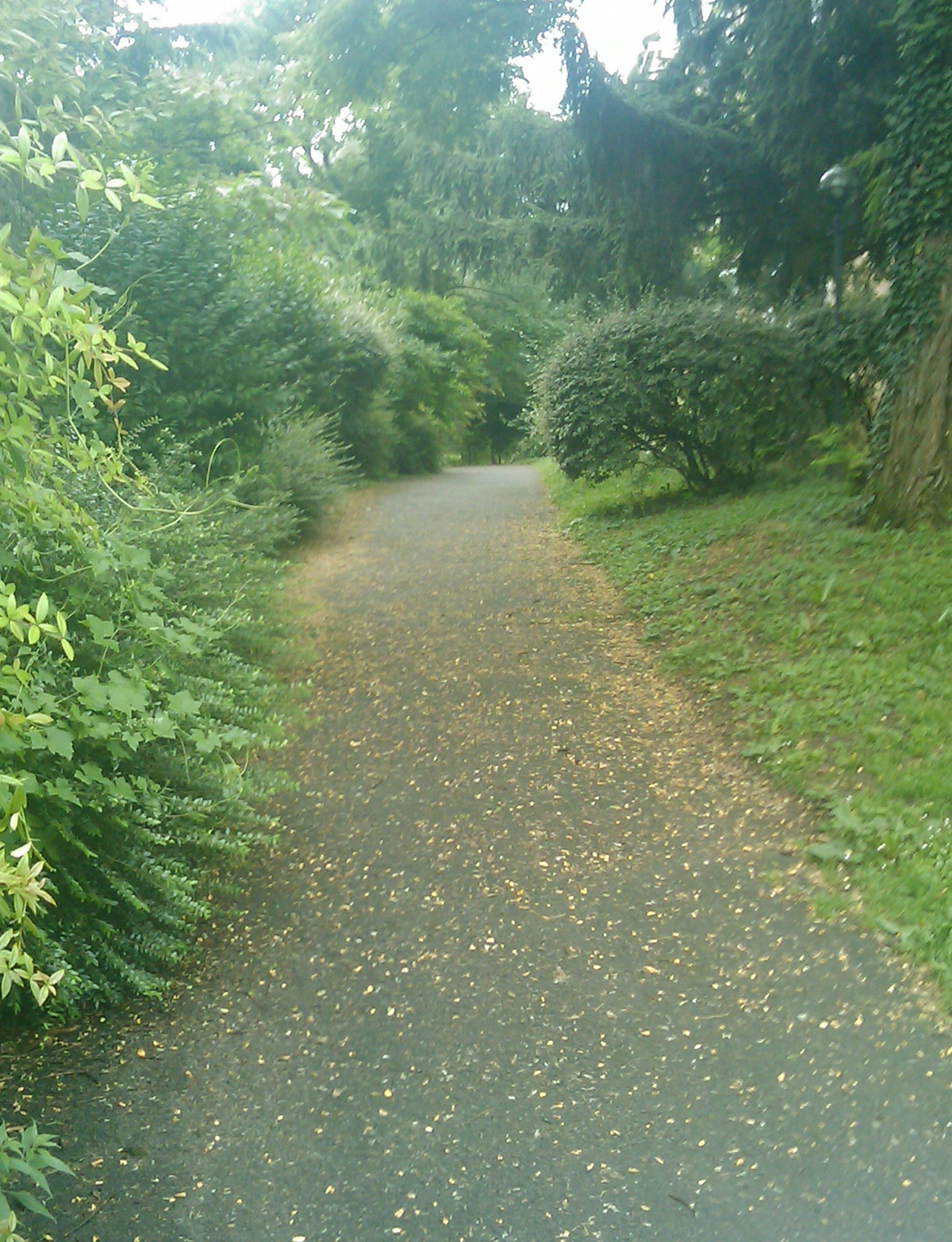
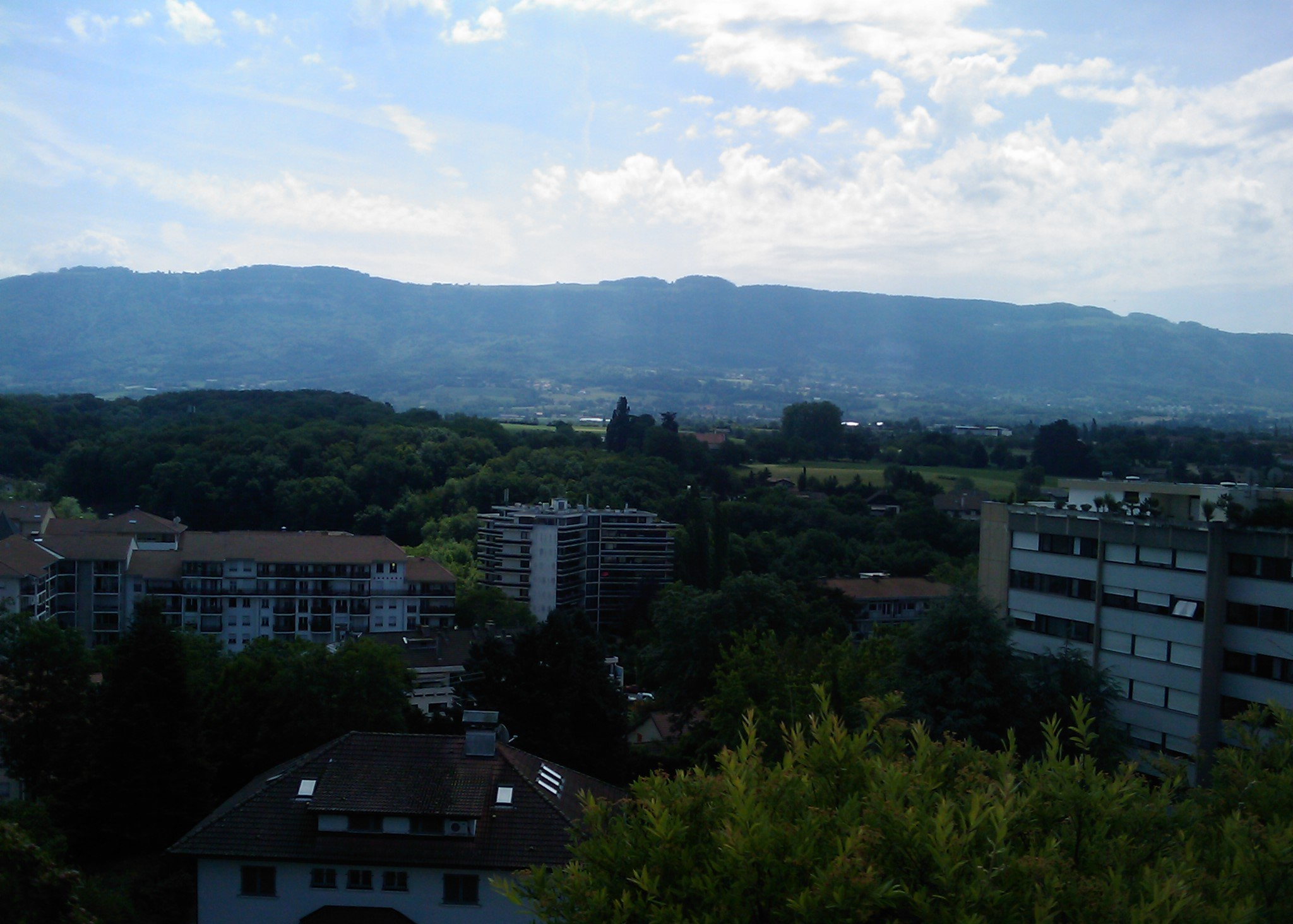
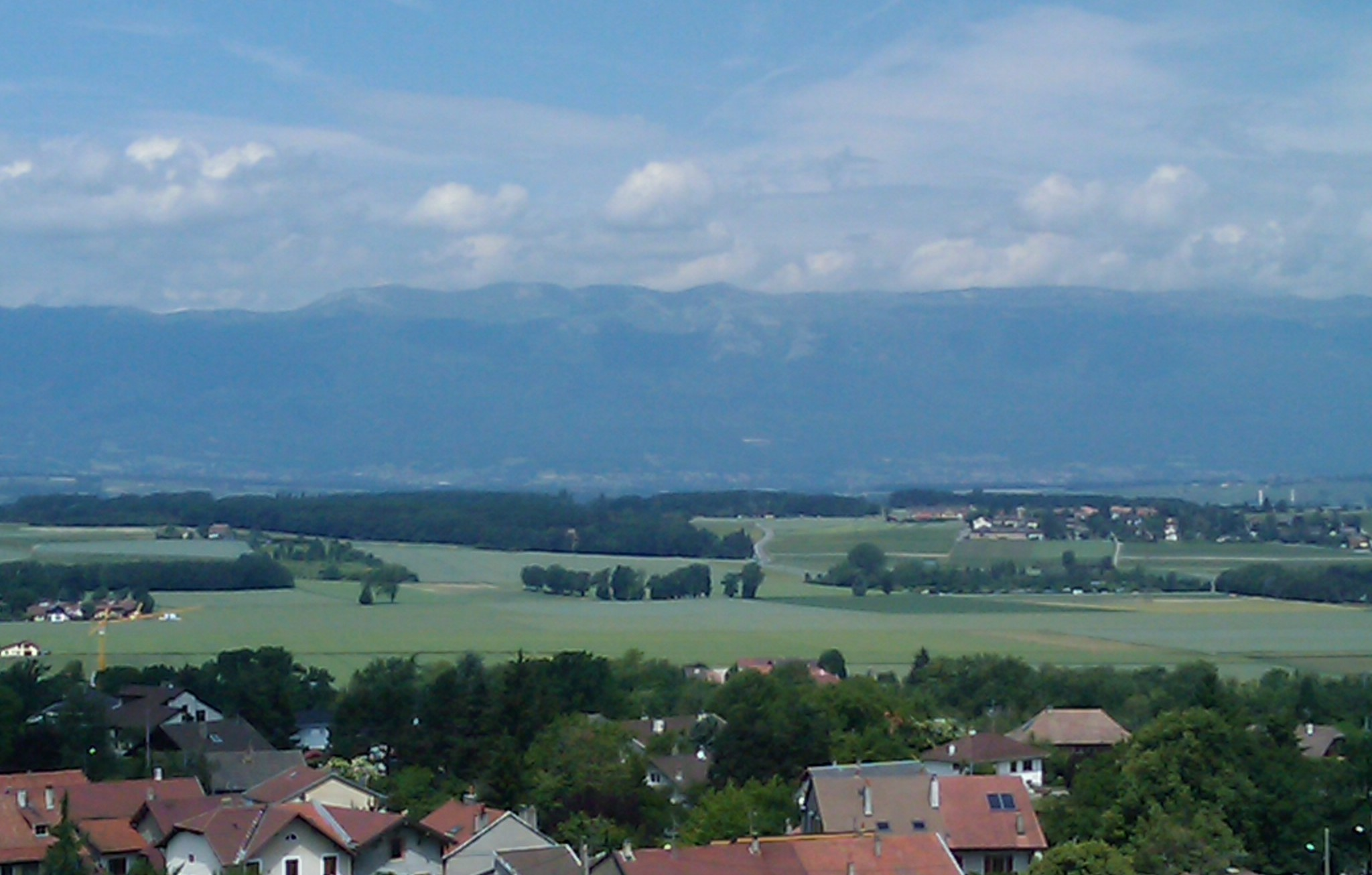
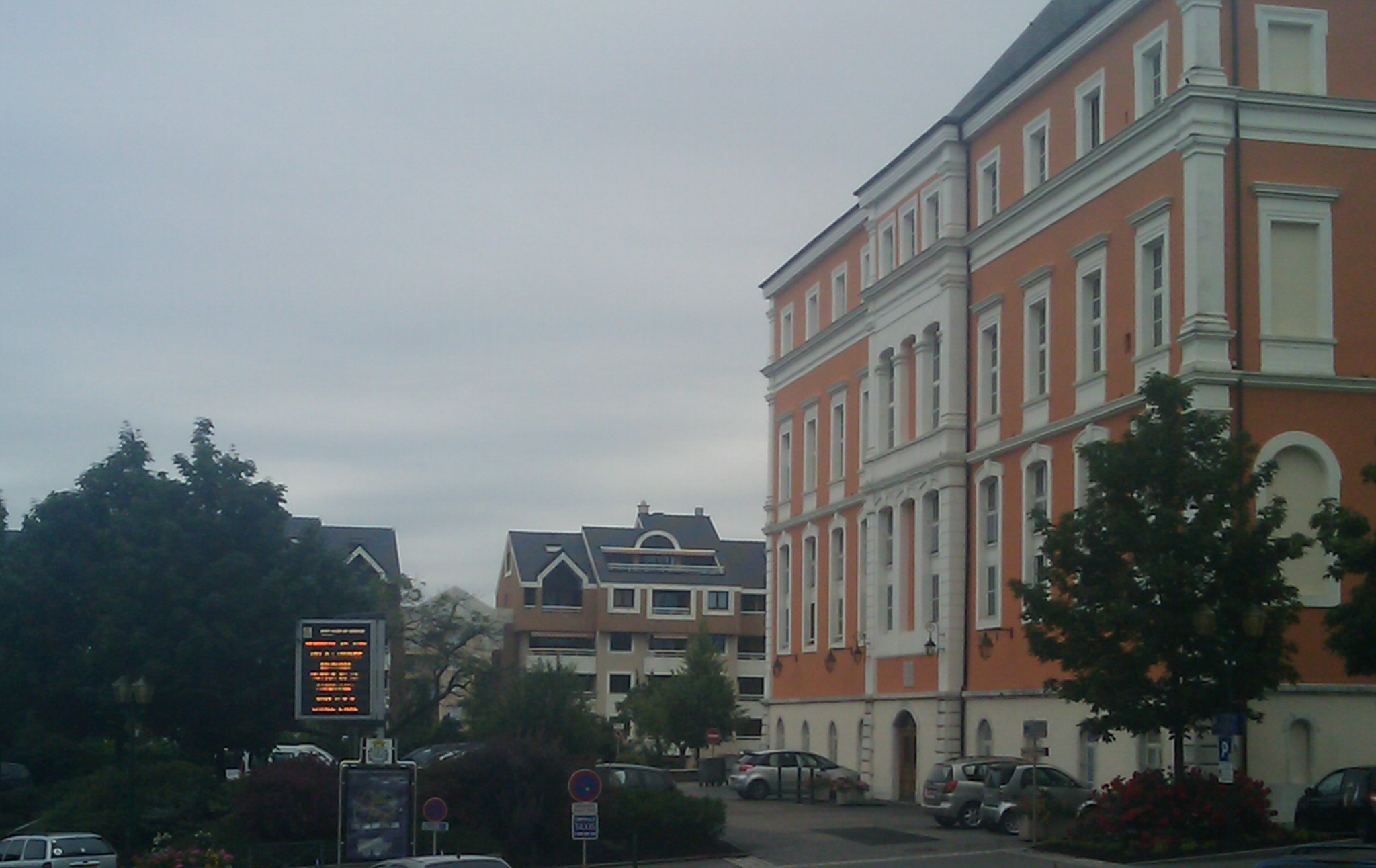
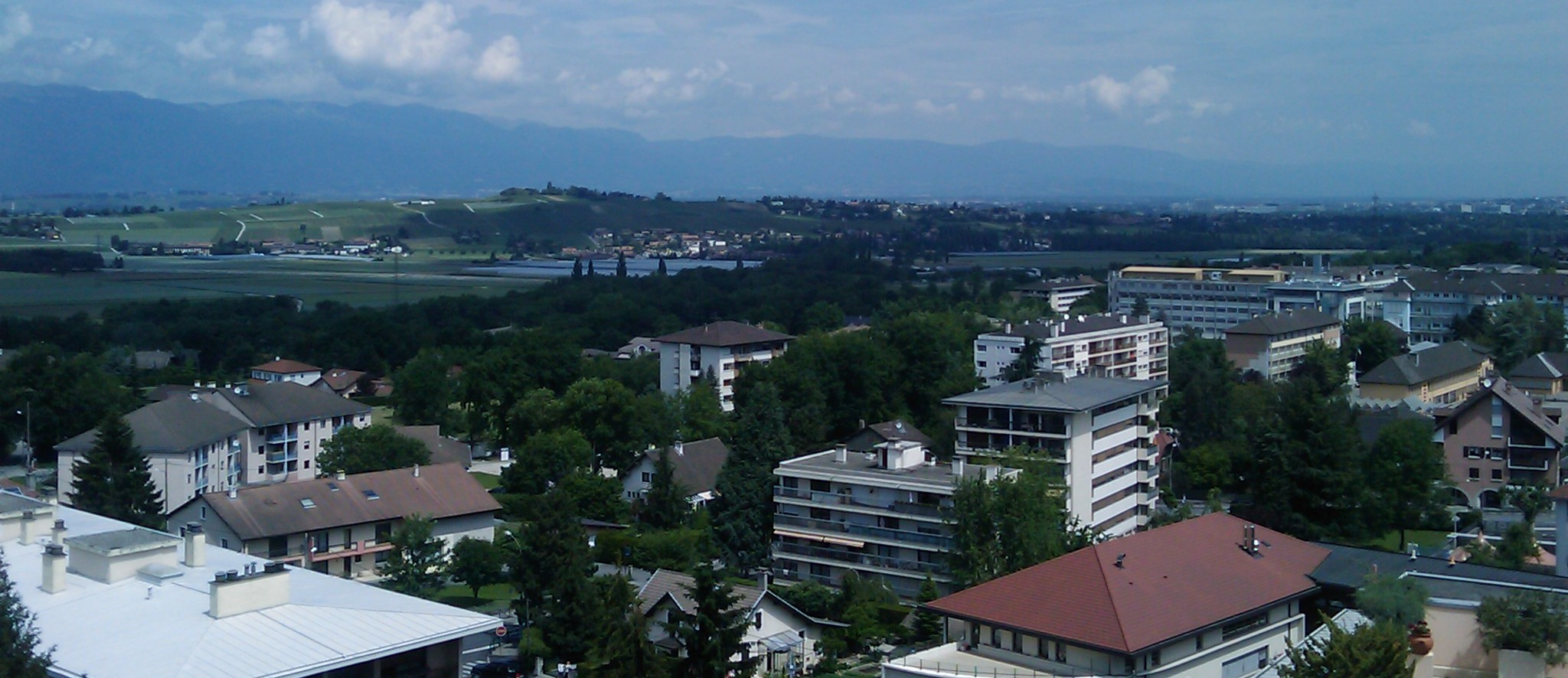
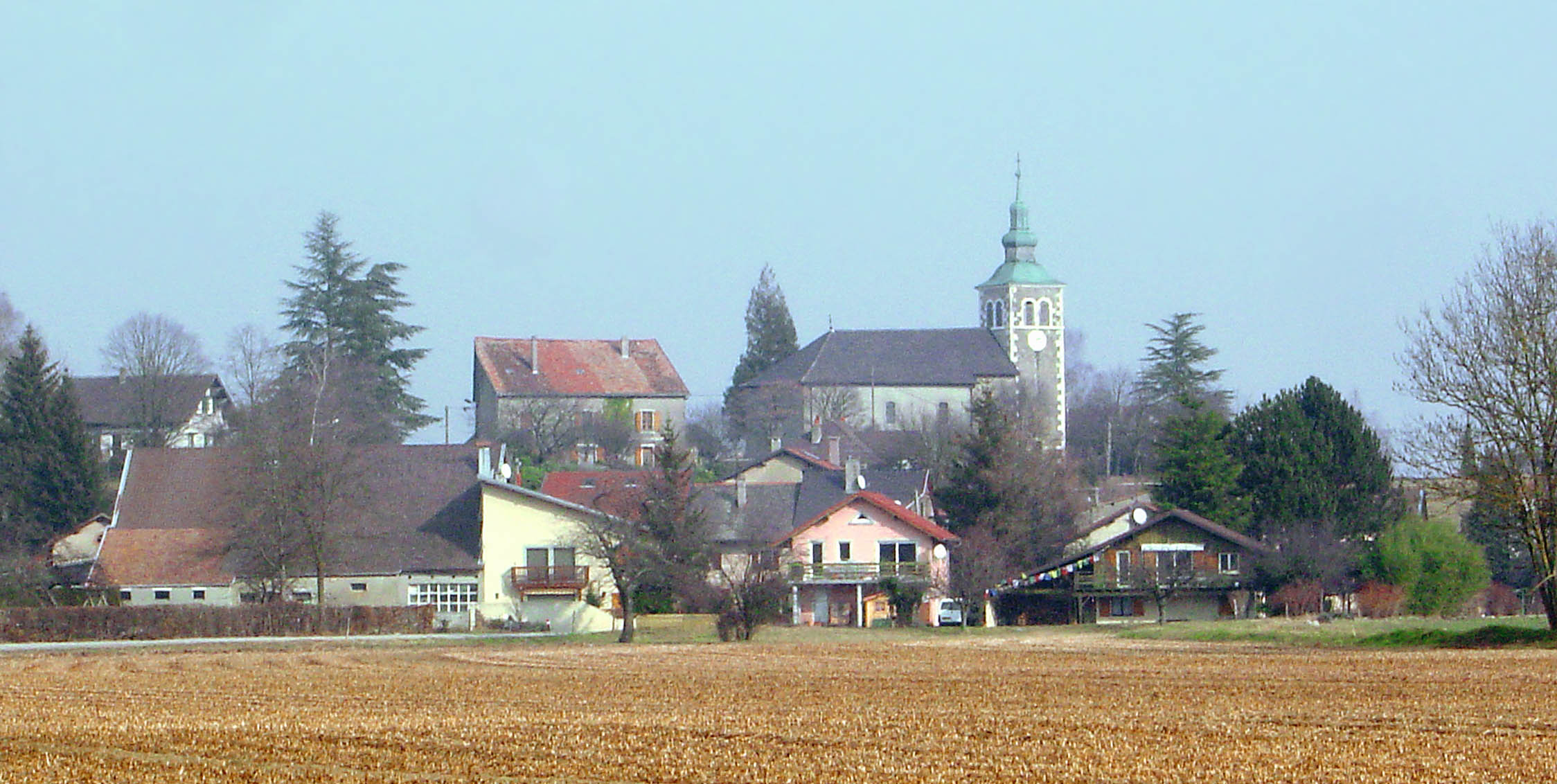
El pueblo de Thairy, sobre la comarca de Saint-Julien, con la Iglesia San Bricio de Thairy